# Martin Standmann
Martin Standmann (* 18. Juni 1968) ist ein ehemaliger österreichischer Skilangläufer.

## Werdegang
Standmann, der für den Union Rosenbach, Sankt Jakob im Rosental startete, belegte bei den Nordischen Junioren-Skiweltmeisterschaften 1987 in Asiago den 40. Platz über 30 km Freistil und den 12. Rang mit der Staffel und bei den Nordischen Junioren-Skiweltmeisterschaften 1988 in Saalfelden den 17. Platz über 10 km Freistil, den 13. Rang über 10 km und den sechsten Platz mit der Staffel. Bei den Olympischen Winterspielen 1992 in Albertville lief er auf den 52. Platz über 50 km Freistil und auf den 39. Rang über 30 km klassisch.

## Familie
Martin Standmann ist der Bruder des Langläufers Johann Standmann.